# تيكال

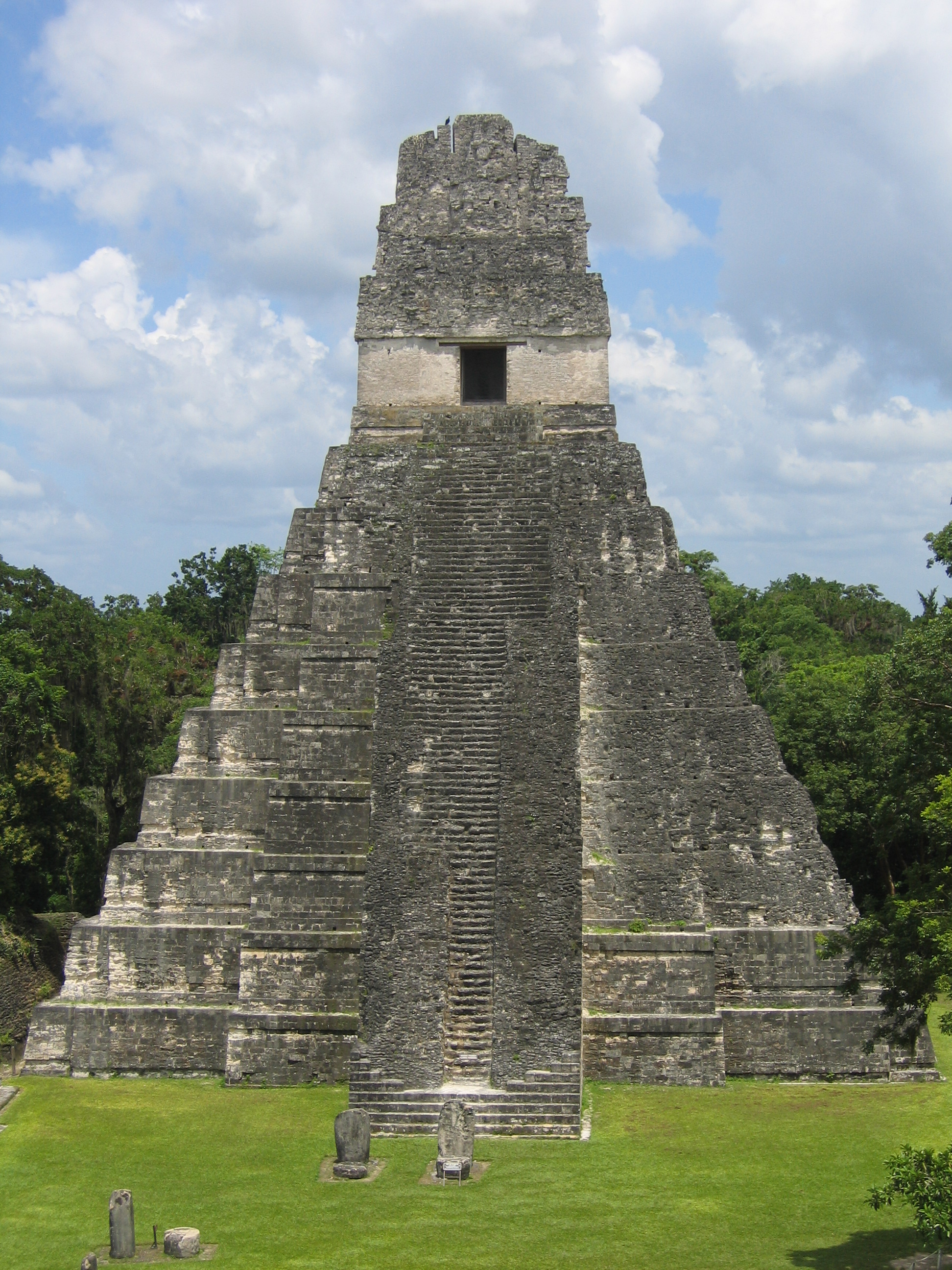
صورة لأحد معابد المدينة الأثرية

تيكال Tikal (وتهجأ Tik’al في إملاء لغة المايا الحديث) هي آثار مدينة قديمة، ومن المحتمل أن اسمها كان ياش موتال Yax Mutal، وتم اكتشافها في غابة غواتيمالا المطيرة. وقد اكتشفها جامع صمغ يدعى أمبروسيو توت، وأبلغ صحيفة لا غاسيتا الغواتيمالية التي سمت الموقع تيكال. تم نشر التقرير في مجلة أكاديمية العلوم في برلين في عام 1853، وبدأ علماء الآثار وصيادو الكنز بزيارة الموقع. اليوم، فإن السياحة في الموقع تساعد في حماية الغابات المطيرة. وهي إحدى أكبر المواقع الأثرية والمراكز الحضرية في أرض المايا قبل الاكتشاف. وهي تقع في المنطقة الأثرية من حوض بيتين في شمال غواتيمالا. تقع في قسم إل بيتين، الموقع هو جزء من حديقة تيكال الوطنية في غواتيمالا، وفي عام 1979 تم الإعلان عن إدخال المدينة ضمن مواقع اليونسكو للتراث العالمي.
كانت تيكال عاصمة دولة أصبحت واحدة من أقوى ممالك المايا القديمة. تعود العمارة الأثرية في الموقع إلى القرن الرابع قبل الميلاد، إلا أن تيكال وصلت أوجها خلال الفترة الكلاسيكية، حوالي 200 إلى 900 ميلادي. سيطرت المدينة خلال هذه الفترة على جزء كبير من منطقة المايا سياسيا واقتصاديا وعسكريا، في حين تفاعلت مع جميع أنحاء أمريكا الوسطى مثل مدينة تيوتيهواكان العظيمة في وادي المكسيك البعيد. هناك أدلة على أن تيكال غزاها أهل تيوتيهواكان في القرن الرابع الميلادي. لم تبنى أي معالم رئيسية جديدة في تيكال بعد نهاية العصر الكلاسيكي المتأخر، وكما توجد أدلة على أن قصور النخبة تم حرقها. رافق هذه الأحداث انخفاض تدريجي في عدد السكان، وبلغ التراجع السكاني ذروته بهجر الموقع بحلول نهاية القرن العاشر.
يمكن فهم تيكال بشكل أفضل من أي من المدن الكبيرة في منخفضات أرض المايا، حيث توجد قائمة طويلة عن أفراد السلالة الحاكمة، وتم اكتشاف مقابر العديد من الحكام على هذه القائمة والتحقيق في آثارها ومعابدها وقصورها.

## أصل الاسم

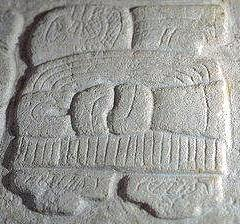
الحرف الذي يرمز لاسم تيكال (موتال)

اسم تيكال قد تكون مشتقة من ti ak'al في لغة المايا اليوكاتية؛ ويقال أنه اسم حديث نسبيا بمعنى «في حفرة الماء». ويبدو أن الاسم كان يطلق على أحد خزانات المياه القديمة من قبل الصيادين والمسافرين في المنطقة. وقد تم تفسير الاسم أيضا على أنه يعني «مكان الأصوات» في لغة مايا إيتزا. لكن تيكال لم يكن هو الاسم القديم للموقع ولكن تم اعتماده بعد فترة وجيزة من اكتشاف الموقع في عقد 1840. تشير النقوش الهيروغليفية على الأنقاض إلى المدينة القديمة باسم ياش موتال أو ياش موتول، وتعني «موتال الأولى».  يحتمل أن الاسم جاء من استخدام موقع دوس بيلاس لنفس الحرف الرمزي؛ وبهذا فيعتقد أن حكام المدينة أرادوا تمييز أنفسهم كأول مدينة تحمل الاسم. كانت المملكة ككل تسمى موتول،  وهي قراءة لرمز «حزمة الشعر» التي تظهر في الصورة المصاحبة. ولا يزال المعنى الدقيق لها غامضا. 

## الموقع

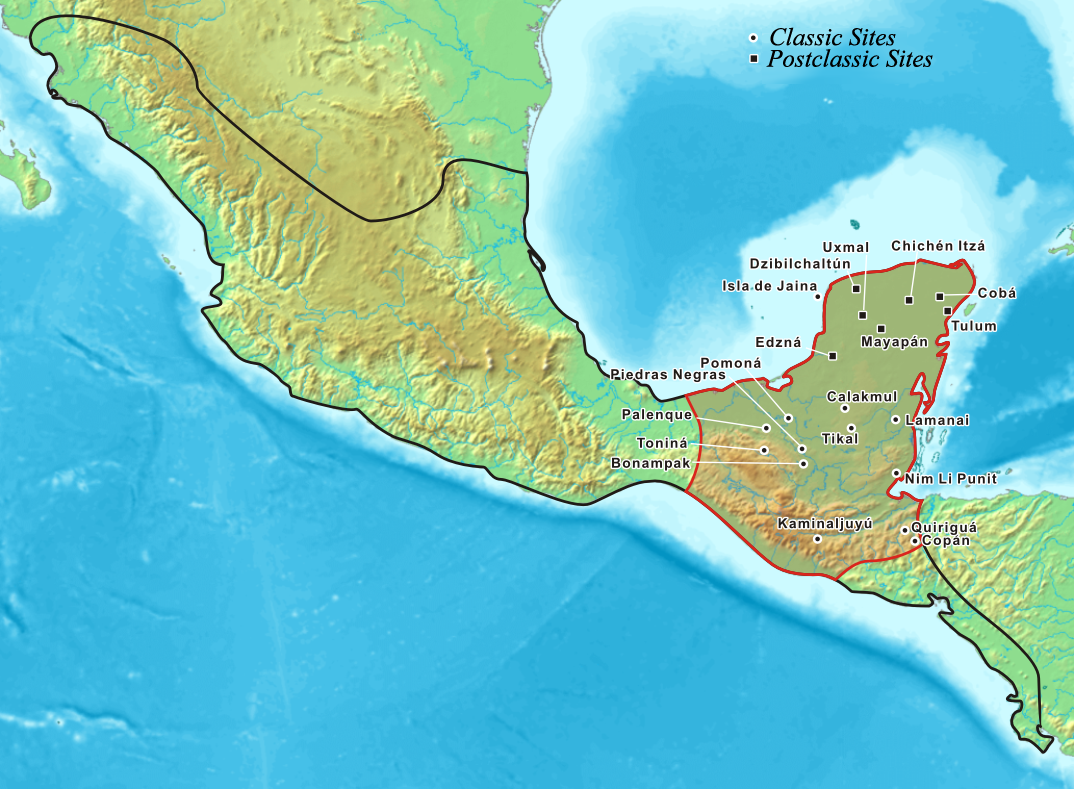
خريطة لمنطقة المايا داخل منطقة أمريكا الوسطى. تقع كل من تيكال وكالاكمول بالقرب من وسط المنطقة.

أقرب المستوطنات الحديثة الكبيرة هي فلوريس وسانتا إيلينا، على بعد 64 كيلومترا تقريبا (40 ميلا) عن طريق البر إلى الجنوب الغربي. تبعد تيكال ما يقرب من 303 كيلومترا (188 ميل) شمال مدينة غواتيمالا. على بعد 19 كيلومترا (12 ميل) جنوب مدينة واكساكتون المايانية و30 كيلومترا (19 ميل) شمال غرب ياكسا. كانت المدينة تقع على بعد 100 كيلومتر (62 ميل) جنوب شرق منافستها الكلاسيكية الكلاسيكية، كالاكمول، و 85 كيلومترا (53 ميل) شمال غرب من مدينة كاراكول حليفة كالاكمول، وهي الآن في بليز.
غطت المدينة بالكامل مساحة أكبر من 16 كيلومترا مربعا (6.2 ميل مربع) تضم حوالي 3000 مبنى. وتتكون تضاريس الموقع من سلسلة من التلال الجيرية المتوازية التي ترتفع فوق أراضي المستنقعات المنخفضة. وتتجمع العمارة الرئيسية للموقع على مناطق مرتفعة وترتبط بدروب مرتفعة تمتد على المستنقعات. وقد تم الإعلان عن منطقة حول تيكال بأنها منتزه تيكال الوطني، وتغطي المنطقة المحمية 570 كيلومترا مربعا (220 ميل مربع).
تقع الأطلال بين الغابات الاستوائية المطيرة في شمال غواتيمالا التي شكلت مهد حضارة المايا في المنخفضات. المدينة نفسها تقع بين تربة المرتفعات الخصبة، وربما هيمنت على طريق التجارة بين الشرق والغرب الطبيعي عبر شبه جزيرة يوكاتان. وتشمل الأشجار الكبيرة في حديقة تيكال شجرة القابوق العملاقة (سيبا بنتاندرا) وهي شجرة مقدسة من المايا؛ الإرز الاستوائي (سيدريلا أودوراتا)، والماهوجني الهندوراسي (سويتينيا ماكروفيلا). وفيما يتعلق بالحيوانات، يمكن رؤية الأغوتي، الكواتي أبيض الأنف، الثعالب الرمادية، قرود جيوفروي العنكبوتية، القرود العواءة، نسور الهاربي، الصقور، والديك الرومي، طيور الغوان والطوقان، والببغاوات الخضراء والنمل قاطع الأوراق. كما يقال إن اليغور واليغورندي والبوما تتجول في الحديقة. كانت هذه المدينة مغطاة تماما تحت الغابة لقرون. متوسط هطول الأمطار السنوي في تيكال هو 1945 ملم (76.6 بوصة).
تيكال هي إحدى أكبر مدن المايا الكلاسيكية، ولم تملك أي مصدر مياه عدا ما تم جمعه من مياه الأمطار وتخزينه في عشرة خزانات. قام علماء الآثار الذين يعملون في تيكال خلال القرن العشرين بتجديد أحد هذه الخزانات القديمة لتخزين المياه لاستخدامهم الخاص.
تغطي تيكال الوطنية مساحة 575.83 كيلومتر مربع (222.33 ميل مربع). وقد أنشئت في 26 مايو 1955 تحت رعاية معهد الأنتروبولوجيا والتاريخ في غواتيملا وكانت أول منطقة محمية في غواتيمالا.

## تعداد السكان
تتراوح التقديرات السكانية لمدينة تيكال من 10,000 إلى 90,000 نسمة، مع أن الرقم الأكثر احتمالا هو في الطرف العلوي من هذا النطاق.
بدأ سكان تيكال ينمو بمنحنى مستمر بدءا من الفترة ما قبل الكلاسيكية (حوالي 2000 قبل الميلاد - 200 ميلادي)، مع وصوله الذروة في العصر الكلاسيكي المتأخر حيث تسارع النمو السكاني بين عامي 700 إلى 830، ثم يليه انخفاض حاد. وبلغت الكثافة السكانية 517 فرد في الكيلومتر المربع (1340 في الميل المربع) في المنطقة التي تبلغ مساحتها 120 كيلومتر مربع (46 ميل مربع) التي تقع ضمن الدفاعات الأرضية في المناطق النائية. وفي المنطقة التي تقع ضمن دائرة نصف قطرها 12 كيلومترا (7.5 ميل) من الموقع الأساسي، قدرت الذروة السكانية بنحو 120,000 نسمة؛ وقدرت الكثافة السكانية بنحو 265 لكل كيلومتر مربع (689 لكل ميل مربع). وفي المنطقة ضمن دائرة نصف قطرها 25 كيلومترا (16 ميلا) من الموقع، بما في ذلك بعض المواقع الساتلية، قدرت ذروة السكان بنحو 425,000 نسمة بكثافة 216 فرد لكل كيلومتر مربع (515 لكل ميل مربع). وتعتبر هذه الأرقام مثيرة للاهتمام بسبب وقوع المدينة في منطقة مستنقعات واسعة لم تكن صالحة للسكن أو الزراعة. ومع ذلك، يعتقد بعض علماء الآثار، مثل ديفيد وبستر، أن هذه الأرقام مرتفعة جدا.